# Abengibre
Abengibre ist ein Ort und eine Gemeinde (municipio) mit 759 Einwohnern (Stand: 2024) im Osten der Provinz Albacete in der Autonomen Region Kastilien-La Mancha im Südosten Spaniens. Sie ist Teil der Comarca La Manchuela.

## Lage und Klima
Abengibre liegt etwa 33 Kilometer (Fahrtstrecke) nordöstlich der Provinzhauptstadt Albacete in einer Höhe von ca. 635 m. Das Klima im Winter ist gemäßigt, im Sommer dagegen warm bis heiß; die eher geringen Niederschlagsmengen (ca. 362 mm/Jahr) fallen – mit Ausnahme der nahezu regenlosen Sommermonate – verteilt übers ganze Jahr.

## Bevölkerungsentwicklung
| Jahr      | 1970 | 1981 | 1991 | 2001 | 2011 | 2021 |
| Einwohner | 1150 | 1147 | 1065 | 950  | 859  | 739  |

## Sehenswürdigkeiten
- Michaeliskirche (Iglesia de San Miguel Arcángel)

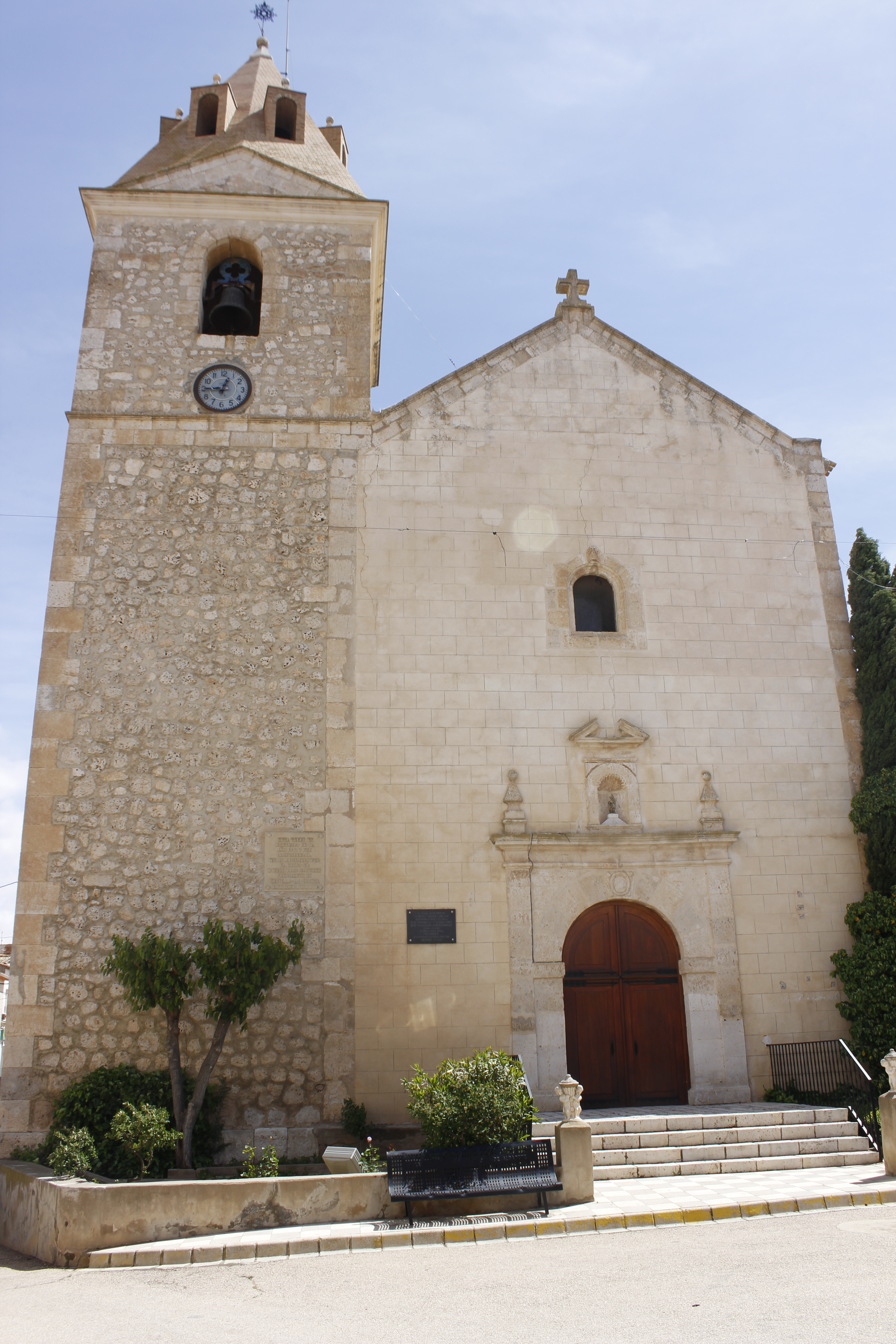
Michaeliskirche